# Пампасник світлоголовий
Пампа́сник світлоголовий (Embernagra longicauda) — вид горобцеподібних птахів родини саякових (Thraupidae). Ендемік Бразилії.

## Поширення і екологія
Світлоголові пампасники мешкають на південному сході Бразилії, в горах Серра-ду-Еспіньясу, в штатах Баїя і Мінас-Жерайс. Вони живуть в сухих саванах, на високогірних луках кампо, у високогірних чагарникових заростях та на пасовищах. Зустрічаються на висоті від 700 до 1300 м над рівнем моря. Живляться дрібними безхребетними, плодами і насінням.